# Palácio Nacional de Belém

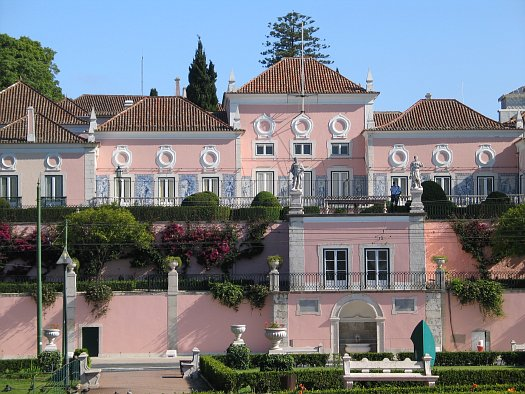
Der Palácio Nacional de Belém ist heute Sitz des portugiesischen Staatspräsidenten

Der Palácio Nacional de Belém oder auch einfach Palácio de Belém, zu deutsch Nationalpalast zu Belém, ist ein 1559 gebauter Palast im Stadtteil Belém der portugiesischen Hauptstadt Lissabon, der zunächst der portugiesischen Königsfamilie als Gästehaus und zeitweise auch als Residenz diente. Seit der portugiesischen Republik beziehungsweise der Einführung der portugiesischen Verfassung von 1911 ist der am Praça Afonso de Albuquerque gelegene „Palácio“ ständiger Sitz des portugiesischen Staatspräsidenten.

## Geschichte

### Palast am Tejo unter Manuel von Portugal und den Grafen von Aveiras

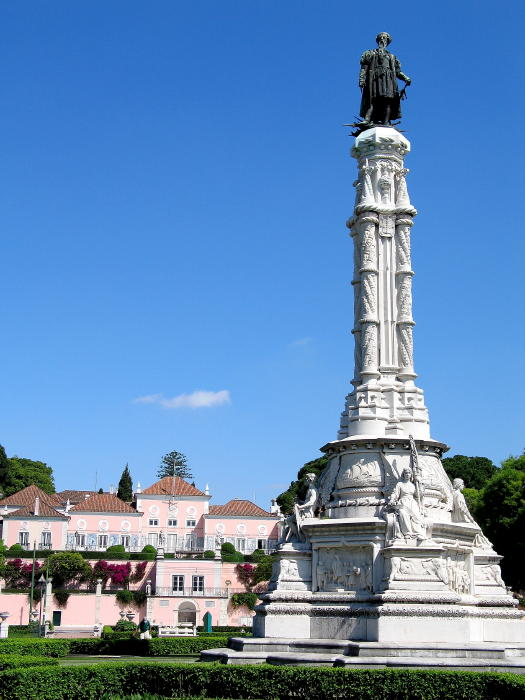
Die Sicht auf den Palácio Nacional de Belém vom Denkmal zu Ehren Afonso de Albuquerque

Manuel von Portugal sehnte sich nach einer Repräsentanz nahe der portugiesischen Hauptstadt und ließ daher bis 1559 die Quinta do Baixo (auch als Quinta do Meio bekannt) im damaligen Lissabonner Vorort Belém in der Nähe des damals kurz zuvor fertiggestellten Mosteiro dos Jerónimos errichten. Zu dieser Zeit war das Ufer des Hauptstadtflusses Tejo noch wesentlich schmaler, sodass sich der Palast nahezu direkt am Wasser befand und weite Gärten das Flussufer säumten. Im 17. Jahrhundert kam der Palast in den Besitz der Condes de Aveiras, den Grafen von Aveiras (Azambuja). Aus dieser Zeit stammen die fünf Einzelgebäude, die das Außenbild des Palastes prägen, sowie die Terrassen, von denen ein Blick über den angrenzenden Tejo möglich ist.

### Übergang in Königsbesitz
1726 kaufte João V., der mit brasilianischem Gold sein Vermögen erheblich vermehrt hatte, das Gelände dem Grafen von Aveiras, João da Silveira Telo e Meneses, ab und ließ es grundlegend, vor allem bezüglich der Innenausstattung, verändern. Aus der Zeit stammen kostbar ausgestattete Säle, oft mit eindeutigen Hinweisen wie Büsten und Medaillons auf die Urheberschaft Joãos V. Es wird gesagt, dass König João den Palast vor allem für seine diskreten, amourösen Eroberungen genutzt hätte. Damals war der Palast unter den Namen Casa Real de Campo de Belém („Königliches Landhaus zu Belém“) und Palácio das Leoneiras (in etwa „Palast der Löwenköpfe“) bekannt.
Während des Erdbebens von Lissabon 1755 weilte die Königsfamilie um König José I. in Belém und entkam so den erheblichen Zerstörungen in der Innenstadt, wobei unter anderem auch der Lissabonner Königspalast am Tejoufer, der Paço da Ribeira dem Erdbeben zum Opfer fiel. Während der folgenden Wochen residierte die Familie daher in Zelten neben dem Palácio de Belém, während dieser selbst als Ersatzkrankenhaus diente. Der Palácio erlitt dennoch einige Schäden durch das Erdbeben, die Rekonstruktion erfolgte zunächst unter Leitung des Architekten João Pedro Ludovice, später Mateus Vicente de Oliveira.
Unter der Regentschaft Maria I. wurde der Palácio um einen kleinen Affenzoo erweitert. Auf Betreiben ihres Sohnes Joãos, dem späteren König João VI., der als großer Pferdeliebhaber bekannt war, wurde der unter dem Grafen von Aveiras erbaute Reitstall abgerissen. João ließ den italienischen Architekt Giacomo Azzolini einen neuen Reitstall beziehungsweise eine kleine, 50 Meter lange und 17 Meter breite Pferdearena entwerfen. Die 1786 begonnenen Bauarbeiten konnten wegen der vielen künstlerischen Ausgestaltungen portugiesischer Künstler erst 1828 endgültig abgeschlossen werden. In dem Reitstall befindet sich heute das Nationale Kutschenmuseum.

### Gästehaus in Belém
Zeitweise war der Palácio de Belém auch der Königssitz. So residierte Maria II. über Jahrzehnte hinweg in dem Palast, als der Palácio das Necessidades umgebaut wurde. Sie plante dort mit konservativen Politikern unter anderem auch einen Putschversuch, die sogenannte Belenzada. Seit der Herrschaft Luís' I. fungierte der Palast als Gästehaus. Unter anderen verbrachten dort Königin Isabella II. von Spanien, König Amadeus von Savoyen, König Alfonso XIII. von Spanien, Kaiser Wilhelm II. und der französische Präsident Émile Loubet ihre Lissabonaufenthalte. Zeitweise residierte Prinz Carlos I. mit seiner Frau Amélie von Orléans dort, nach seiner Thronbesteigung zogen sie wiederum in den Palácio das Necessidades um.

### Residenz des Staatspräsidenten
Nach der portugiesischen Revolution von 1910 übernahm der Palácio de Belém die Funktion als Sitz des Präsidenten der Republik. Um nicht den Anschein zu erwecken, dass die Amtsinhaber die gleichen Rechte wie ihre royalen Vorgänger missbrauchen würden, mussten diese eine monatliche Miete für die Benutzung des Palastes an den Staat zahlen. In der Zeit der Ersten Portugiesischen Republik fand dort unter anderem auch die Totenwache für den ermordeten Präsidenten Sidónio Pais statt, Bernardino Machado verkündete im Palast seinen Rücktritt und damit die praktische Auflösung der Ersten Republik.
Zur Zeit des Estado Novo schrumpfte die Bedeutung des Palácio de Belém erheblich. Zwar war der Palast weiterhin Sitz des Staatspräsidenten, der jedoch nach der Portugiesischen Verfassung von 1933 im politischen Alltag keinerlei Rolle spielte. Lediglich Francisco Craveiro Lopes wohnte über längere Zeit (1951–1958) im Palast, Américo Tomás nutzte den Palácio de Belém nur für offizielle Empfänge. Durch die geringe Bedeutung des Palastes war der Stadtteil Belém während der Nelkenrevolution 1974 kein Ziel der Revolutionäre. 

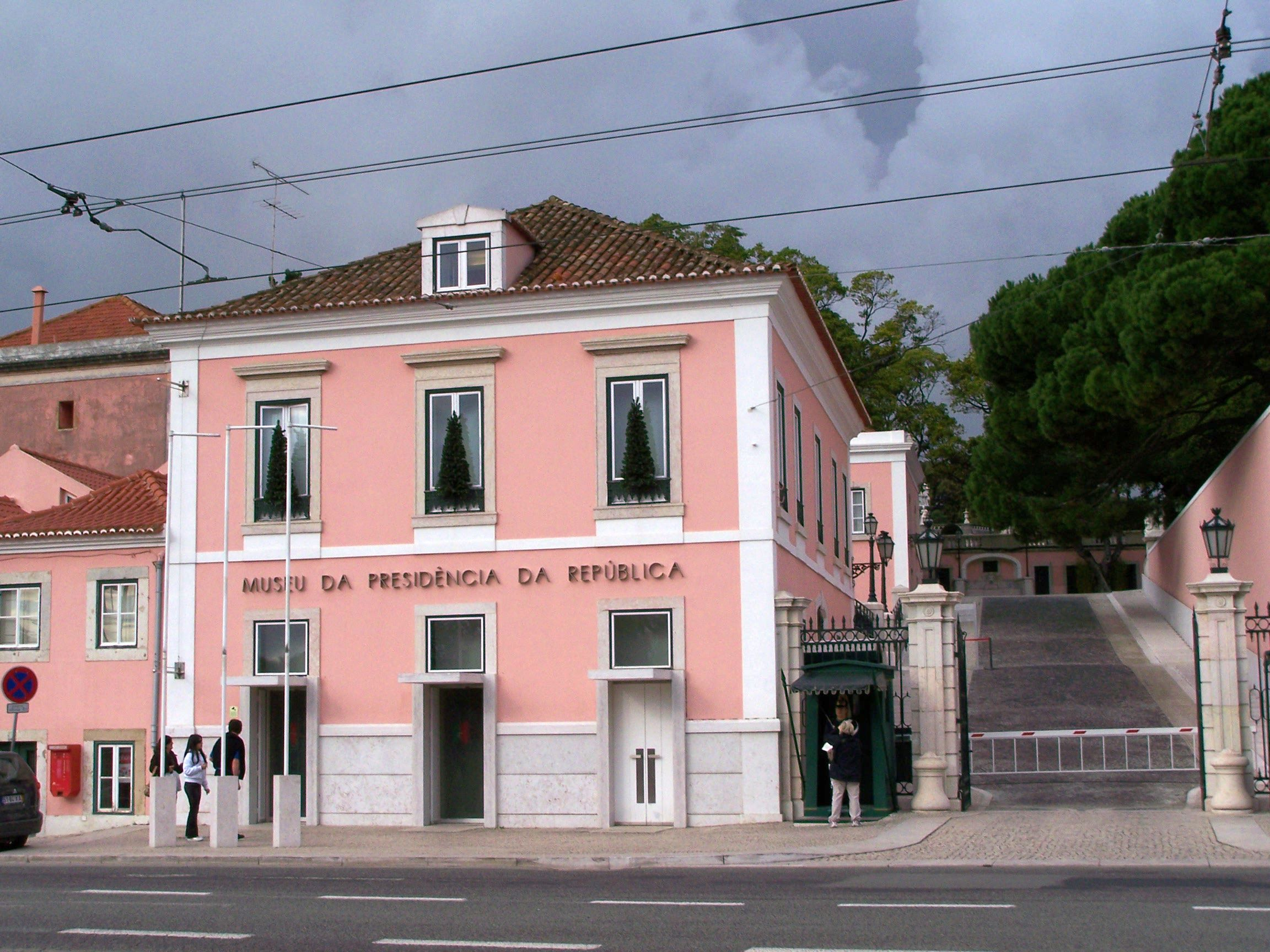
Seit 2004 befindet sich in einem der westlichen Flügel des Palastes das Museu da Presidência da República, ein Museum zur Geschichte und Funktion der bisherigen Staatspräsidenten Portugals

Nach der Nelkenrevolution vom 25. April 1974 residierte die Gruppe portugiesischer Offiziere mit dem Namen Junta de Salvação Nacional im Palast, die nach der Revolution zunächst die Regierungsgeschäfte übernommen hatte. Auch die Präsidenten Spínola und Costa Gomes residierten in ihrer Funktion als Übergangspräsidenten im Palast. Nachdem die neue Verfassung von 1976 in Kraft trat, fungierte der Palácio de Belém wieder als offizielle Residenz des Portugiesischen Staatspräsidenten. Bisher wohnte lediglich der erste Präsident, Ramalho Eanes, im Palast selbst. Die nachfolgenden Amtsinhaber, Soares, Sampaio und der derzeitige Präsident Cavaco Silva, benutzten und benutzen ihn lediglich als Arbeitsstätte und besitzen eigene Wohnungen innerhalb Lissabons. 
Durch seine Funktion als Residenz des Präsidenten werden nahezu alle ausländischen Delegationen und Regierungschefs im Palácio de Belém empfangen. Wöchentlich, meist am Donnerstag, empfängt der Staatspräsident den Premierminister für ein Arbeitsgespräch, der Premierminister unterrichtet dabei den Staatspräsidenten zur aktuellen Lage der Regierung und des Landes. Jeden dritten Sonntag im Monat, meist um elf Uhr, findet die offizielle Wachablösung der Guarda Nacional Republicana, die dem Präsidenten dient, auf der Praça Afonso de Albuquerque vor dem Palast statt. 
Auf Betreiben von Präsident Jorge Sampaio richtete das Kultusministerium Portugals zum 6. Oktober 2004 im westlichen Flügel des Palastes das Museu da Presidência da República, ein Museum zur Geschichte und Funktion aller bisherigen demokratischen Staatspräsidenten Portugals. 
Seit dem 24. Januar 1967 war der Palácio durch die Denkmalschutzbehörde als Móvel do interesse público („Immobilie des öffentlichen Interesses“) klassifiziert. Seit dem 3. August 2007 klassifiziert das IGESPAR den Palácio Nacional de Belém als ein Monumento Nacional („Nationaldenkmal“).